# Кожев, Константин Александрович
Константи́н Алекса́ндрович Ко́жев (род. 17 января 1987, Устинов, Удмуртия, СССР) — российский театральный педагог, режиссёр, кукловод, фотограф, продюсер. Преподаватель художественной фотографии. Ведущий актёр театра кукол «Бродячая собачка», член Союза театральных деятелей РФ, Русского центра UNIMA, Союза фотохудожников России и Санкт-Петербургского Союза художников. Дипломант премий «Золотая маска», «Золотой софит» и других региональных наград.
Автор персональных и участник коллективных художественных выставок. Известен как режиссёр социально-театральных проектов, включая постановки с участием пациентов психиатрических учреждений, осуждённых за тяжкие преступления. Работы Кожева в области художественной фотографии представлены в частных коллекциях и в музейных собраниях, включая Государственный Русский музей.

## Биография
Константин Кожев родился 17 января 1987 года в Устинове (ныне Ижевск) в простой семье. Его старший брат Денис — писатель и владелец книжного магазина.
В 2008 году окончил Екатеринбургский государственный театральный институт (мастерская Заслуженного деятеля искусств РФ С. К. Жукова) по специальности «артист театра кукол». Жуков оказал значительное влияние на Кожева в формировании многогранного подхода к искусству.
В 2009 году переехал в Санкт-Петербург и вошёл в труппу театра кукол «Бродячая собачка». В 2016 году получил второе высшее образование по специальности «кинооператор» в Санкт-Петербургском государственном институте кино и телевидения (мастерская Б. В. Тимковского), совмещая педагогическую деятельность и участие в выставках Союза художников и Союза фотохудожников России.
В 2018 году прошёл профессиональную переподготовку в XII Международной Летней театральной школе СТД РФ в группе П. Ю. Шерешевского.
В 2022 году окончил магистратуру Российского государственного института сценических искусств по направлению «Исполнительские искусства: менеджмент и продюсирование» под руководством К. А. Учителя. С 2024 года — аспирант Российского института истории искусств с темой диссертации «Р. Р. Кудашов. Принципы режиссуры в театре кукол» (научный руководитель док. иск. А. Ю. Ряпосов).

## Театральная деятельность
С 2009 года Константин Кожев работает в Санкт-Петербургском театре кукол «Бродячая собачка», участвуя в 29 спектаклях, исполняет ведущие роли и входит в художественный совет театра.
В 2010 году стал лауреатом XX Фестиваля «Театры Санкт-Петербурга — детям» за лучшую актёрскую работу в спектакле «Каштанка». В 2020 году был номинирован на премию «Золотой софит». В 2021 году выступил продюсером I Российского фестиваля дипломных работ факультетов театра кукол «Перспектива» и стал лауреатом премии для молодых «Прорыв».
В 2025 году номинирован на национальную премию «Золотая маска» за лучшую актерскую работу в театре кукол. В газете «Нарвская застава» отмечалось, что марионетка считается одной из самых сложных форм для сценического управления, однако Константину Кожеву удавалось точно передавать характерность и пластику собаки, благодаря чему она становилась центром внимания в каждой сцене.
«Кукольник — это не драматический актёр, который случайно взял в руки куклу и вышел на сцену. Это человек, который чувствует куклу как живое существо, как часть своего внутреннего мира. Театр кукол — это не приложение к драме, а самостоятельное, сложное искусство. Это шахта. Искусство, которое требует другого взгляда на сцену, другого способа существования»
— из интервью с Кожевым журналу «Вокруг света», официальному изданию Русского географического общества.
Кожев известен как режиссёр спектаклей с участием людей приговоренных к принудительному лечению за тяжкие уголовные преступления. В 2022–2024 годах он поставил спектакли «Сказка о потерянном времени» и «Дикие лебеди» в рамках проекта «Закрытый показ» и «Закрытый показ 2.0» под художественным руководством Андрея Носкова.
Спектакли создавались с участием пациентов Психиатрической больницы им. Святого Николая Чудотворца в Санкт-Петербурге. Проект получил широкий резонанс, был освещён в СМИ и профессиональных изданиях. В «Санкт-Петербургских ведомостях» отмечалось, что это была не просто драма, а постановка с элементами пластики и театра кукол, основанная на детских воспоминаниях актёров. В газете «Аргументы и факты» подчеркивалось, что впервые за всю историю больницы пациентка, готовившаяся к выписке, попросила задержать её ради участия в спектакле, что режиссёр расценил как высокую оценку его работы. В аналитической статье «Петербургского театрального журнала» № 3 (117) за 2024 год А. Романова отмечала, что Кожев целенаправленно стремился рассматривать пациентов в качестве самостоятельных личностей, а элементы больничной среды — как источники для создания поэтических образов.

## Художественная деятельность

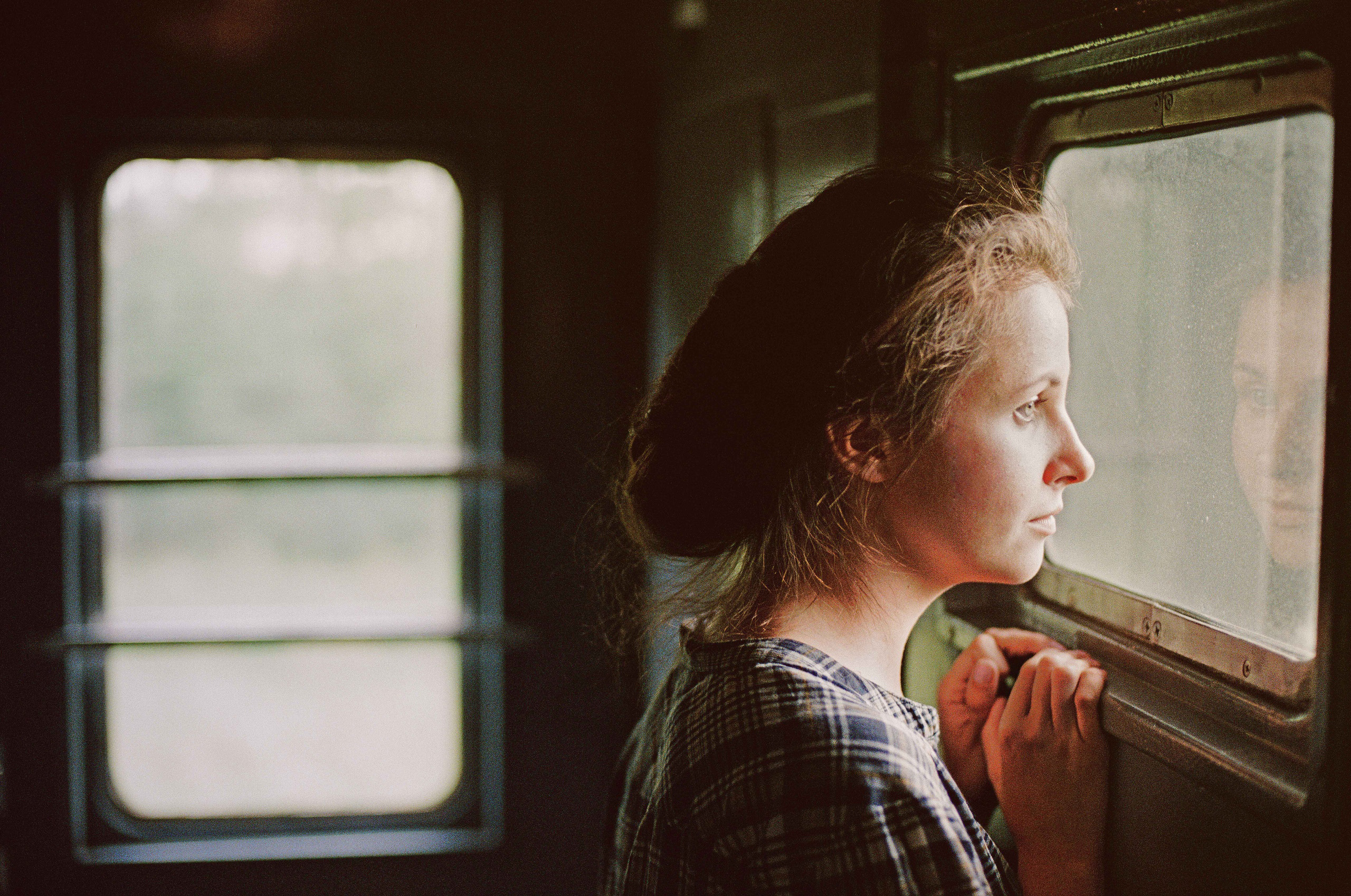
«Девушка в поезде», 2011. Nikon F5, Fujifilm 200, машинная проявка. Местонахождение: Государственный Русский музей, Санкт-Петербург.

Константин Кожев активно занимается художественной фотографией, выставки с его участием проходили во многих городах России, включая Президентский центр Бориса Ельцина. Автор персональных выставок («Нас таких миллионы», 2013; «Честное имя», 2014).
В аналитической статье «Musecube» А. Игнатенко отмечала, что открытие выставки представляло собой не традиционное мероприятие с шампанским, а полноценную лекцию по искусствоведению.
Постоянный участник коллективных выставок Союза фотохудожников России, включая такие фотопроекты как «Город — среда обитания», «Молодые фотографы России» и Санкт-Петербургского Союза художников (секция графики) с 2013 года. В 2014 году принял частие в III Биеннале современной фотографии.
По словам автора, он стремится к тому, чтобы композиция кадра имела скорее кинематографичную, чем фотогеничную структуру. Своё мастерство он основывает на операторском искусстве, ориентируясь на работы Георгия Рерберга и Витторио Стораро. Предпочитает заниматься не сколько документальной фотографией, сколько документальной хроникой в стиле Ленинградской студии документальных фильмов, выстраивая композицию по принципу: герой, среда, ракурс — где последний понимается как отношение оператора к происходящему событию. Работая исключительно с фото- и киноплёнкой, автор специализируется на съёмке городской хроники, в основном в жанровой фотографии, экспериментируя с советскими кино-фотоматериалами, такими как Свема ДС-4, Микрат 500-Л и другие. Помимо этого, Кожев работает в жанре закулисья, так же оставляя предпочтение фотопленке, запечатлевая репетиционные и закулисные моменты из жизни БДТ им. Г. А. Товстоногова («Новые люди», «Язык птиц»), «Невидимого театра» Семёна Серзина, театра «Мастерская» и других театральных коллективов.
Работы Кожева находятся в частных коллекциях и в собрании Государственного Русского музея.

## Педагогическая и исследовательская деятельность
С 2013 года Константин Кожев преподаёт в Санкт-Петербургском институте кино и телевидения. Является доцентом кафедры актёрского мастерства и старшим преподавателем кафедры фотографии. С 2024 года — аспирант Российского института истории искусств, тема диссертации: «Р. Р. Кудашов. Принципы режиссуры в театре кукол». Исследование посвящено режиссуре театра кукол и сценическому творчеству Кудашова, главного режиссёра Санкт-Петербургского Большого театра кукол. Участник научных конференций.

## Награды и признание
- Лауреат ХХ Фестиваля «Театры Санкт-Петербурга — детям» (2010) за лучшую актёрскую работу в спектакле «Каштанка»[10];
- Дипломант премии «Золотой софит» (2021) — за роль Мачехи в спектакле «Золушка»[11];
- Победитель премии «Прорыв» (2022) — в номинации «Лучший театральный продюсер»[12];
- Дипломант премии «Золотая маска» (2025) — за роль Собаки в спектакле «Синяя собака»[13];
- Благодарности и почётные грамоты Комитета по культуре Санкт-Петербурга и Администрации Кировского района за вклад в развитие культуры и искусства[5].